# Брадавична линија
Брадавична линија (лат. Linea mamillaris) једна је од  оријентационих линија у анатомији која служи за ближе одређивање положаја појединих органа на телу. Паралелан је са средњом линијом и отприлике одговара средњој клавикуларној линији.

## Анатомија
Брадавична линија у анатомском смислу је оријентациона линија која пролази вертикално кроз брадавицу (мамилу) дојке.
Њен положај се често поклапа са медиоклавикуларном линијом, али је таква локализација често дискутабилна због различитог положаја брадавица дојке.